# Karelere
Karelere (finsk karjalaiset, ental karjalainen, ordet betyder oversat "hyrdefolk") er et østersøfinsk folk, hvis traditionelle hjem er Karelen, for størstedelens vedkommende bosatte i den nuværende Karelske republik, Tverkarelen og Sankt Petersborg-området. Kulturelt og sprogligt er de beslægtede med finner og vepser. Mange af de etniske kareler taler karelsk.
Under sovjettiden diskrimineredes den karelske befolkning og truedes med at blive helt assimileret i den sovjetiske kulturelle russificering. Mange kareler forsvandt sporløst under Stalins styre.
Den finske kultur står i stor taknemmelighedsgæld til de nordligste karelere, idet det fortrinsvis var blandt dem, at den finske folkepoesis ypperste skatte, Kalevala-runerne, blev bevaret.

## Udbredelse
Indtil 1. verdenskrig skelnede man mellem tre større dialektgrupper, nemlig:
1. Karelerne indenfor Finlands grænser (med undtagelse af den græsk-katolske befolkningen i Salmis og i visse dele af Suojärvi, Suistamo og Impilaks) De kunne siges at være af blandet afstamning. Efter at Sverige i 1600-tallet havde fået sit område udvidet til den senere finske grænse mod Rusland, flyttede græsk-katolske familier i tusindvis over til Rusland, og i stedet indvandrede nybyggere fra de vestlige dele af Finland, i særdeleshed fra Savolax. Den således opståede befolkning havde i den efterfølgende tid sluttet sig stadigt nærmere til de vestlige finner, også i sproglig henseende. Der er god grund til at skelne mellem disse kareler, som de sædvanligvis benævnes og kaldte sig selv, og de egentlige karelere og snarere regne dem til østfinnerne.
2. Den karelske befolkning i Ingermanland. Af Ingermanlands befolkning regnedes til den karelske stamme isurerne eller ingrerne (finsk: inkerikot l. karjalaiset), der anses at være indvandrede først omkring 1100 e. Kr. Deres sprog nærmede sig i det hele de østfinske dialekter. – Et andet folk med oprindelig karelskt tungemål i Ingermanland er ägrämöiset, som efter freden i Nöteborg og nogen tid derefter udvandrede fra den sydøstlige del af det senere Vyborgs län, må henføres til østfinnerne.
3. De egentlige karelere fandtes

a) i distriktet Kem samt i nogle få mindre byer på Kolahalvøens sydkyst i det daværende Archangelsk guvernement (efter den russiske revolution benævnedes guvernementerne oblaster);
b) i distrikterne Povenets, Petrozavodsk og Olonets i daværende Olonetsske guvernement;
c) i de tidligere omtalte dele af finsk Karelen;
d) i distrikterne Tikhvin og Valdaj (tidligere tillige Borovitsi, Demjansk, Kirillov, Kresttsy, Tsjerepovets og Ustjuzna) i det daværende Novgorodske guvernement;
e) i distrikterne Bjezetsk, Kasjin, Novotorzok, Vesjogonsk, Vysjnevolostsjok og Zubtsov (tidligere tillige Kortsjeva og Ostasjkov) i Tverske guvernement.
f) Nogle mindre karelske kolonier fandtes tidligere i guvernementerne Jaroslavl, Kaluga, Smolensk, Tambov, Vladimir og Vologda, men disse blev senere fuldstændigt russificerede.

## Historie
Den karelske stamme synes allerede inden 1000 e. Kr. at have befolket i hvert fald dele af Onega- og Ladoga-egnene og nået helt til floden Dvina mod øst. De i de nordiske kilder omtalte bjarmer var sikkert for en dels vedkommende – men ikke udelukkende – kareler, ligeledes de i russiske krøniker omtalte zavolotsjer. Under sin ældste, hedenske tid udgjorde egnen omkring Vuoksen-flodens udløb i Ladoga karelernes hjemstavn. Med tiden bredte karelerne sig nord over langs Hvidehavets kyst. For karelernes livsføring spillede den "karelske strand" en stor rolle, idet man udvandt salt af havet. Salt indgik som handelsvare over hele det nordlige Rusland. Kontrol over saltsyderierne var således et økonomisk motiv, da Republikken Novgorod tilstræbte kontrollen over området, og saltsyderierne omtales også udtrykkeligt senere under Gustaf Vasas karelske krig. Ligeledes synes en stor del af handelen og samfærdslen inden for det novgorodske område og de dertil grænsende områder at have været på karelernes hænder.
I den udstrækning novgoroderne udstrakte deres indflydelse til områderne i nord og omkring Dvina, måtte karelerne enten underkaste sig beskatning eller drage mod vest uden dog derved at undgå sine plageånder. Det, der i begyndelsen var baseret på tilfældigheder, blev snart vedvarende, og den ortodokse tro vandt efterhånden indpas blandt karelerne, og afhængigheden af Novgorod blev endnu stærkere. Men Novgorod – og siden hen Moskva – fik dog ikke ubestridt lov til at fastholde deres besiddelse af det karelske område: Sverige på sin side forsøgte at få del i området. I de derved gennemførte krige og grænsefejder kom de karelere, som bosatte sig i egnene ved og omkring Grænsekarelen og i Ingermanland, til at lide mest.
Da svenskerne i slutningen af det 13. og begyndelsen af det 14. århundrede ville udvide deres overherredømme til at omfatte karelske områder og påtvinge karelerne den romersk-katolske lære, kæmpede disse i Novgorodernes led imod svenskerne, idet de allerede tidligere var blevet døbt i den ortodokse tro. Dette fremgår blandt andet deraf, at flere benævnelser på kristne begreber er lånt fra de slaviske sprog. Ved fredsslutningen i Nöteborg 1323 blev karelerne splittet i to grupper: Svenskerne fik overherredømmet over de tre herreder Äyräpää, Jääskis og Savo samt udbredte der den pavelige lære, mens novgoroderne beholdt samt styrkede sit overherredømme og den ortodokse lære blandt de øvrige karelere. I arbejdet for kulturens udbredelse til Finlands indre egne har Savolaiset (savolaksere), en i svedjebrug dygtig, karelsk stamme - oprindeligt boende vest for søen Saima, en vigtig rolle. Under Gustaf Vasas tid nedsatte savolaksere sig som kolonister såvel i det nordlige Tavastland og de indre dele af Österbotten som i de nordvestlige dele af Savolax og i Kajana-egnen.

### Svensk overherredømme
1600-tallet blev på sin vis afgørende for den karelske befolkning i disse egne. Da den svenske regering efter freden i Stolbova 1617 ville omvende karelerne i Kexholms län, som Rusland havde afstået til Sverige, til den lutherske lære, forlod en stor del af disse deres bosættelsesområder og flyttede til guvernementerne Tver og Jaroslav i det indre af Rusland, hvor de bevarede deres sprog helt op i det 20. århundrede men i en arkaisk form. Savolaxerne indtog, i særdeleshed under krigen 1656–1658, udvandrernes tidligere bosættelsesområder og udbredte sig herfra østover, så at efterhånden blot en mindre del af Finland beboedes af egentlige karelere, hvilke trofast bevarede deres ortodokse bekendelse.
I løbet af det 17. århundrede flyttede en del savolaksere på den svenske regerings opfordring, over til Sveriges og Norges grænseegne, til Värmland, hvor deres dygtighed i svedjebrug bidrog til opdyrkningen af disse egne, og hvor de først senere sammensmeltede med de omgivende folkeelementer. I slutningen af 1800-tallet beboede den østfinske befolkning hele den del af Finland, som lå øst om en linje trukket fra Fredrikshamn til Ny Karleby, men den overvejende karelske del af denne befolkning boede næsten udelukkende i Østkarelen øst for Finlands østgrænse helt fra de sydlige dele af Arkhangelsk guvernement til Ladogas nordlige strande.

### Russisk overherredømme
Under Store Nordiske Krig afstod Sverige store landområder til Rusland. Ved Freden i Nystad 1721 og Freden i Åbo 1743 overgik hele det karelske næs, hele Ladoga-Karelen samt store dele af Nordkarelen til Rusland. For den stedlige befolkning fik disse afståelser katastrofale følger: kejseren inddrog jorden, som efterfølgende fordeltes til russiske og baltiske adelsmænd som tak for deres tjenester under krigen. De tidligere frie bønder blev derved livegne fæstere på samme måde som andetsteds i det russiske rige.
Ved fredsslutningen i 1809 erobrede Rusland hele Finland. De tidligere vundne områder, der hørte under Vyborg guvernement, blev da betegnet som "Gamle Finland". I 1811 blev "Gamle Finland" og Storfyrstendømmet Finland (der havde fået ret til at bevare sin svenske forfatning) forenet af Alexander 1., og dette gav anledning til problemer, da livegenskabet ikke var overensstemmende med den finske forfatning. Spørgsmålet om forleningerne blev først løst i 1867, da den finske landdag besluttede at ved opkøb at indløse disse godser og overdrage jorden til de tidligere ejere, der til gengæld fik mulighed for ved langvarige afdragsaftaler at købe sin egen jord tilbage.

### Indlemmelsen i Sovjetunionen
I forbindelse med revolutionerne i 1917 gjorde karelerne flere forgæves forsøg på at vriste sig fri af russisk overherredømme og slutte sig til det nyligt selvstændige Finland. I Uhtua antog man på en stor folkeforsamling den 12.-14. juli 1917 en deklaration om selvstyre (autonomi), der snart vandt tilslutning også andre steder i Karelen. Efter afslutningen af den finske frihedskrig blev ønsket om tilslutning til Finland mere udbredt. I juli 1918 sammenkaldtes til et møde i Viena i Nordkarelen med repræsentanter for de ulige sogne til drøftelse af spørgsmålet om en forening med Finland. Flere sogne med Repola i spidsen erklærede sig rede til at rive sig løs fra Rusland og tilslutte sig Finland. Fra Finland sendtes i forlængelse heraf frivillige til Karelen, og der gjordes tiltag til en omorganisering af administrationen. I efteråret 1918 fik rødgardisterne imidlertid forstærkninger, hvor efter de finske og karelske styrker måtte trække sig tilbage. I det tidlige forår 1919 opstod en frihedsbevægelse i Aunus (russisk: Olonets), som ligeledes fik støtte af frivillige finske styrker. På kort tid lykkedes det at befri de sydlige og mellemste dele af dette område, men allerede den følgende sommer måtte de finske hjælpestyrker atter trække sig tilbage. Medvirkende til, at karelerne ikke fik virkeliggjort deres ønsker, var, at engelske og franske besættelsesstyrker indtog Arkhangelsk og overdrog Nordkarelen til "hvide" russiske militære styrker. Disse, der savnede enhver folkelig opbakning både blandt russere og ikke-russere, viste sig dog snart at savne enhver kraft til at bevare det dem overdragne. Derved startede en ny bevægelse i Uhtua for at opnå udskillelse fra Rusland. Da de "hvides" styrker brød fuldstændigt sammen i foråret 1920, skete en masseflugt af karelere til Finland bort fra den røde hær. Sovjetstyrkerne erobrede hele Østkarelen, og den 8. juni 1920 udråbtes den Karelske Arbejderkommune som et autonomt område. Finland søgte at sikre karelerne autonomi, og en bestemmelse herom blev da også indskrevet i Fredsaftalen i Dorpat (Tartu) 1920. Da det viste sig, at Sovjetunionen ikke overholdt løfterne i fredsaftalen, gjorde karelerne i efteråret 1921 og det tidlige forår 1922 et sidste forsøg på et væbnet oprør, som i begyndelsen havde en vis fremgang. I 1923 forsøgte Finland ligeledes at få spørgsmålet om karelernes stilling rejst i Folkeforbundet, men ud over en resolution med en henstilling til Sovjetunionen skete der intet videre. De fleste af de henved 30.000 flygtede karelere vendte aldrig tilbage til Karelen.

### Karelske ASSR
Den 25. juni 1924 udråbtes "Karelske autonome socialistiske sovjetrepublik" (Karelske ASSR). Den nye autonome stat blev snart udsat for både sovjetisering og russificering. Kommunistisk sindede finner, der af englænderne først var bragt til Canada, fandt snart vej til Karelen, hvor de spillede en forholdsvis stor rolle i den regionale ledelse (derimod fik ikke en eneste kareler nogensinde sæde i ledelsen). I alt omkring 7.000 finske kommunister udvandrede til den karelske republik, foruden henved 2.000 tidligere finske rødgardister. Leder af den nye autonome kommunistiske republik blev den tidligere statistiker i Finlands Bank, dr. Edvard Gylling.
I mellemkrigstiden gjordes flere tiltag til dels at nedbryde karelernes traditionelle livsstil dels at indflytte fremmede folkegrupper for at undergrave karelernes stilling: oprettelsen af kolkhoser (landbrugskollektiver), bygningen af Murmansk-jernbanen, bygningen af Hvidehavskanalen, opbygningen af sovjetiske militærbaser, opbygningen af et retsvæsen helt under kontrol af den karelske afdeling af GPU (sammensat af kommunister og lydende direkte under Moskva), opbygningen af koncentrationslejre for politiske straffefanger (mest kendt var lejren på Solovetskij-øerne), opbygningen af et "kommunistisk" skolevæsen (ifølge officielle tal var 26% af befolkningen til trods for dette analfabeter i 1926) samt industrialisering (der blandt andet indebar tilstrømning af henved 100.000 sæsonarbejdere til skovarbejde fra andre dele af Sovjetunionen) i form af savværker og papirfabrikker, møbelfabrik, skifabrik, 3 cellulosefabrikker, sulfitfabrik, udvinding af jernmalm, kraftværker og flere andre.
Desuden forekom omfattende kommunistisk propaganda i form af aviser (den mest betydningsfulde var "Røde Karelen") og litteratur på russisk og finsk samt biblioteker.
Til trods for disse tiltag var den karelske selvbevidsthed endnu ved udbruddet af 2. verdenskrig forholdsvis stærk. Allerede i begyndelsen af 1930-erne var der blevet udarbejdet et karelsk alfabet med latinske bogstaver, der udkom en række bøger på karelsk, og der blev undervist i karelsk i skolerne. En karelsk avis blev udgivet. Også i Tverkarelen skete en kulturel opblomstring. I 1937 blev karelerne imidlertid ramt af et tilbageslag: de fleste finske kommunister i ledelsen blev fjernet og fx Edvard Gylling henrettet ved skydning på Stalins foranledning. Karelsk med latinske bogstaver blev forbudt i stedet skulle anvendes kyrilliske bogstaver. Snart blev russisk officielt forvaltningssprog. De tidligere kulturelle særrettigheder blev afskaffet.
Under krigen gjorde karelerne i Østkarelen et sidste forsøg på at frigøre sig. Den 20. juli 1941 samledes i det af finnerne befriede Vuokkiniemi ved Uhtua en østkarelsk folkeforsamling, som ved en resolution udtrykte sin vilje til og ønske om at frigøre sig fra det sovjetiske herredømme og tilslutte sig Finland. I udtalelsen hedder det blandt andet:
"I denne stund da Karelens skæbne for århundreder afgøres, vender vi os til større og lykkeligere folk og især til dem, som skal skabe det nye Europa. Den uretfærdighed og den bundløse ulykke, som Karelens folk under århundreder har måtte udstå, skal nu sones. Vi kræver vor frihed og fordrer, at vi sammen med vore finske brødre kan opbygge et stærkt og livsdueligt finsk rige."
Finland måtte imidlertid slutte våbenhvilen i Moskva i 1944 med at give afkald på ethvert krav på Østkarelen.
Efter krigen fortsatte industrialiseringen og urbaniseringen i Østkarelen, en proces der virkede fremmende på den karelske befolknings assimilering i den russisksprogede, både i Østkarelen og i Tverkarelen. I 1970 opgjordes den karelske befolkning i Karelske ASSR til 84.180 (svarende til 11,8% af befolkningen), i 1979 til 81.248 (svarende til 11,1% af befolkningen) og i 1989 til 78.928 (svarende til 10,0% af befolkningen). Samtidig var der sket en ikke ubetydelig urbanisering af den karelske befolkning:
| År   | Antal karelere | i byer | på landet | andel i byer |
| ---- | -------------- | ------ | --------- | ------------ |
| 1926 | 100.781        | 4.753  | 96.028    | 4,7%         |
| 1939 | 108.561        | 11.101 | 97.470    | 10.2%        |
| 1959 | 85.473         | 26.508 | 58.965    | 31,0%        |
| 1970 | 84.180         | 37.596 | 46.584    | 44,7%        |
| 1979 | 81.248         | 44.708 | 36.540    | 55,0%        |
| 1989 | 78.928         | 48.764 | 30.164    | 61.8%        |

Den kraftige urbanisering og nedgangen i karelernes antal indtrådte især efter 1970, da omkring 2.000 landsbyer forsvandt, og antallet af indbyggere, der opgav at være karelere faldt med 5%. Udviklingen tog ekstra fart fra 1989 til folketællingen i 2010 hvor antallet af indbyggere, der opgav at være karelere, faldt med over 40%.
| Demografisk sammensætning af Republikken Karelija. | Demografisk sammensætning af Republikken Karelija. | Demografisk sammensætning af Republikken Karelija. | Demografisk sammensætning af Republikken Karelija. | Demografisk sammensætning af Republikken Karelija. | Demografisk sammensætning af Republikken Karelija. | Demografisk sammensætning af Republikken Karelija. | Demografisk sammensætning af Republikken Karelija. | Demografisk sammensætning af Republikken Karelija. | Demografisk sammensætning af Republikken Karelija. | Demografisk sammensætning af Republikken Karelija. | Demografisk sammensætning af Republikken Karelija. | Demografisk sammensætning af Republikken Karelija. | Demografisk sammensætning af Republikken Karelija. | Demografisk sammensætning af Republikken Karelija. | Demografisk sammensætning af Republikken Karelija. | Demografisk sammensætning af Republikken Karelija. |
| Etnisk gruppe | folketælling i 1926                                | folketælling i 1926                                | folketælling i 1939                                | folketælling i 1939                                | folketælling i 1959                                | folketælling i 1959                                | folketælling i 1970                                | folketælling i 1970                                | folketælling i 1979                                | folketælling i 1979                                | folketælling i 1989                                | folketælling i 1989                                | folketælling i 2002                                | folketælling i 2002                                | folketælling i 20101                               | folketælling i 20101                               |
| Etnisk gruppe | Antal                                              | %                                                  | Antal                                              | %                                                  | Antal                                              | %                                                  | Antal                                              | %                                                  | Antal                                              | %                                                  | Antal                                              | %                                                  | Antal                                              | %                                                  | Antal                                              | %                                                  |
| --- | -------------------------------------------------- | -------------------------------------------------- | -------------------------------------------------- | -------------------------------------------------- | -------------------------------------------------- | -------------------------------------------------- | -------------------------------------------------- | -------------------------------------------------- | -------------------------------------------------- | -------------------------------------------------- | -------------------------------------------------- | -------------------------------------------------- | -------------------------------------------------- | -------------------------------------------------- | -------------------------------------------------- | -------------------------------------------------- |
| Russere | 153.967                                            | 57,2%                                              | 296.529                                            | 63,2%                                              | 412.773                                            | 62,7%                                              | 486.198                                            | 68,1%                                              | 522.230                                            | 71,3%                                              | 581.571                                            | 73,6%                                              | 548.941                                            | 76,6%                                              | 507.654                                            | 82.2%                                              |
| Karelere | 100.781                                            | 37,4%                                              | 108.571                                            | 23,2%                                              | 85.473                                             | 13,0%                                              | 84.180                                             | 11,8%                                              | 81.274                                             | 11,1%                                              | 78.928                                             | 10,0%                                              | 65.651                                             | 9,2%                                               | 45.570                                             | 7,4%                                               |
| Hviderussere | 555                                                | 0,2%                                               | 4.263                                              | 0,9%                                               | 71.900                                             | 10,9%                                              | 66.410                                             | 9,3%                                               | 59.394                                             | 8,1%                                               | 55.530                                             | 7,0%                                               | 37.681                                             | 5,3%                                               | 23.345                                             | 3,8%                                               |
| Ukrainere | 708                                                | 0,3%                                               | 21.112                                             | 4,5%                                               | 23.569                                             | 3,6%                                               | 27.440                                             | 3,8%                                               | 23.765                                             | 3,2%                                               | 28.242                                             | 3,6%                                               | 19.248                                             | 2,7%                                               | 12.677                                             | 2,0%                                               |
| Finner | 2.544                                              | 0,9%                                               | 8.322                                              | 1,8%                                               | 27.829                                             | 4,2%                                               | 22.174                                             | 3,1%                                               | 20.099                                             | 2,7%                                               | 18.420                                             | 2,3%                                               | 14.156                                             | 2.0%                                               | 8.577                                              | 1,4%                                               |
| Vepser | 8.587                                              | 3,2%                                               | 9.392                                              | 2,0%                                               | 7.179                                              | 1,1%                                               | 6.323                                              | 0,9%                                               | 5.864                                              | 0,8%                                               | 5.954                                              | 0,8%                                               | 4.870                                              | 0,7%                                               | 3.423                                              | 0,5%                                               |
| Andre | 2.194                                              | 0,8%                                               | 20.709                                             | 4,4%                                               | 29.869                                             | 4,5%                                               | 20.726                                             | 2,9%                                               | 19.565                                             | 2,7%                                               | 21.505                                             | 2,7%                                               | 25.734                                             | 3,6%                                               | 16,422                                             | 2,7%                                               |
| 1 25.880 blev registreret fra administrative databaser, det medførte at etniciteten ikke kunne fastslås. Det anslås, at nationaliteterne i denne gruppe fordeler på samme måde som for den øvrige gruppe. |                                                    |                                                    |                                                    |                                                    |                                                    |                                                    |                                                    |                                                    |                                                    |                                                    |                                                    |                                                    |                                                    |                                                    |                                                    |                                                    |

### Republikken Karelija
Efter Sovjetunionens sammenbrud skete der en vis national opblomstring blandt karelerne, fortrinsvis på humanitære intellektuelles (forfatteres, sprogforskeres) initiativ: i 1989 oprettedes Karjalan Kulttuuriseura, senere omdøbt til Karjalan Rahvahan Litto ("Det karelske folkeforbund") under ledelse af filologen Pekka Zaikov. I 1990 begyndte en karelsksproget avis, Oma Mua ("Vort Land"), at udkomme. Karelske radio- og fjernsynsprogrammer begyndte. I 1991 omdannedes Karelske ASSR til Karelske Republik. Også blandt tverkarelerne skete en kulturel opblomstring blandt andet i form af udgivelsen af en karelsk ABC-lærebog.

## Antal
Ifølge den russiske geograf Peter von Köppens opgørelse fra 1835 var antallet af karelere i Rusland i alt 171.695, heraf i Tver guvernement 84.638, i Novgorod guvernement 27.076, i Aunus guvernement 43.810 og i Hvidehavsområdet i Nordkarelen 11.288.
Antallet af karelere i hele Sovjetunionen/Rusland ved skiftende folketællinger er opgjort således:
| År   | Antal karelere | Karelske ASSR | Karelske ASSR | Karelske ASSR        | Tverkarelen | Novgorodregionen |
| År   | Antal karelere | Antal         | %             | %, der taler karelsk | Antal       | Antal            |
| ---- | -------------- | ------------- | ------------- | -------------------- | ----------- | ---------------- |
| 1897 | 208.100        | 78.900        | 42,3          | -                    | 117.700     | 9.980            |
| 1926 | 248.030        | 100.781       | 38,2          | -                    | 140.567     | 858              |
| 1939 | 252.716        | 108.571       | 23,2          | -                    |             |                  |
| 1959 | 167.278        | 85.473        | 13,1          | 71,3                 |             |                  |
| 1970 | 146.081        | 84.200        | 11,8          | 63,0                 | 61.800      |                  |
| 1979 | 138.429        | 82.140        | 11,1          | 55,6                 | 30.400      |                  |
| 1989 | 130.929        | 78.928        | 10,0          |                      | 23.169      |                  |
| 2002 | 93.344         | 65.651        | 9,2           | 55,9                 | 14.633      |                  |
| 2010 | 60.815         | 45.570        | 7,4           |                      |             |                  |

I 1970 udgjorde karelerne 7,7% af bybefolkningen men 20,9% i landdistrikterne. I følge Ethnologue talte i alt 25.600 personer karelsk i hele Den Russiske Føderation i 2010.

## Levevis
Hovednæringsvejene i Karelen var i sovjettiden skovbrug og en dertil knyttet trævare-, cellulose- og papirindustri. Desuden forekom kraftværker, heraf det største ved Uigufloden. I Petrosavodsk fandtes en traktorfabrik og i Kontupohja en papirmaskinefabrik. Der var fiskeindustri i Petrosavodsk og i Sortavala ved Ladogas vestre kyst (ejet af finner). Der blev drevet en del jordbrug i form af kolkhozer, men kun beskedne dele af landområdet, omkring 66.000 ha, var opdyrket.